# Sophie in 't Veld
Sophia Helena in 't Veld, detta Sophie (Vollenhove, 13 settembre 1963), è una politica olandese, eurodeputata dal 2004.

## Biografia
Allieva dell'Università di Leida, negli anni novanta in 't Veld si dedicò alla politica, aderendo al partito dei Democratici 66.
Nel 1996 divenne segretario generale del gruppo del Partito Europeo dei Liberali, Democratici e Riformatori al Comitato delle regioni, mentre nel 2004 fu eletta al Parlamento europeo, ove aderiì al gruppo politico dell'ALDE. In qualità di eurodeputata, si occupò principalmente di diritti civili: fu una delle sostenitrici del gay pride di Mosca, si oppose alla presenza dei simboli religiosi nei luoghi pubblici, si batté a favore del diritto di aborto e della presenza di donne in ruoli dirigenziali di alto livello. Nel 2008 promosse una mozione di condanna per Benedetto XVI, poi bocciata, in seguito alle affermazioni dell'allora pontefice sui temi dell'utilizzo del preservativo e della lotta all'HIV.
L'8 marzo del 2011, in occasione della festa della donna, in 't Veld rilasciò delle dichiarazioni molto dure nei confronti del presidente del Consiglio italiano Silvio Berlusconi, affermando che i suoi comportamenti offensivi nei confronti del genere femminile danneggiassero la reputazione degli italiani a livello internazionale.
Nel 2023 abbandona i democratici per aderire a Volt Paesi Bassi.
Non venne rieletta alle elezioni del 2024.